# Arend Friedrich August Wiegmann

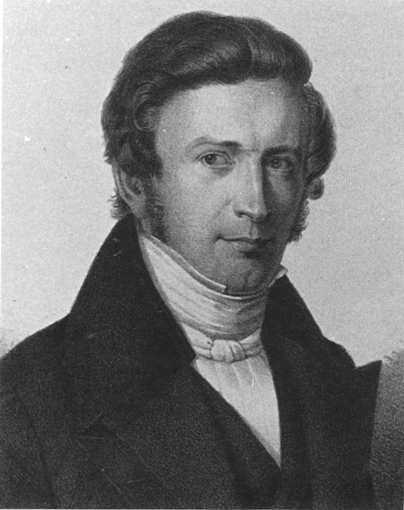
Arend Friedrich August Wiegmann

Arend Friedrich August Wiegmann (Braunschweig, 2 juni 1802 - aldaar, 15 januari 1841) was een Duitse natuuronderzoeker, vooral zoöloog. 
Wiegmann studeerde filologie en medicijnen aan de Universiteit Leipzig en werd later de assistent van Martin Lichtenstein (1780-1857) in Berlijn. Wiegmann was gespecialiseerd in mammalogie (zoogdieren) en herpetologie (reptielen en amfibieën). 
In 1834 publiceerde Wiegmann Herpetologia Mexicana, een beschrijving van de reptielen van Mexico. Wiegmann is naamgever van onder andere de hagedissenfamilie Helodermatidae (korsthagedissen). 
- CiNii: DA05460653
- Gemeinsame Normdatei: 117361291
- International Standard Name Identifier: 0000 0001 0969 1096
- Nationale Bibliotheek van Tsjechië: uk2015893202
- Nationale Bibliotheek van Polen: a0000003710180
- Nederlandse Thesaurus van Auteursnamen: 240639545
- LIBRIS: 173662
- Système universitaire de documentation: 146152549
- Virtual International Authority File: 47537981
- WorldCat: E39PBJwRYyyhTMkvPtdxpYyjmd